# Передовик (Челябинская область)
Передовик — посёлок в Аргаяшском районе Челябинской области России. Входит в состав Кузнецкого сельского поселения.

## География
Расположен в северо-западной части района, на берегу озера Саргайды. До районного центра села Аргаяш 17 км, до центра сельского поселения село Кузнецкого 5 км.

## История
Вырос на месте полевого стана молочно-товарной фермы колхоза «Передовик», который был образован в селе Кузнецком в 1930 г.

## Население
| 2002 | 2010 |
| ---- | ---- |
| 59   | ↘45  |

В 1970 г. — 90 чел., в 1983 г. — 94 чел., в 1995 г. — 85 чел.

## Улицы
- Береговая,
- Берёзовая.